# Ratpenat de sacs alars de Wagner
El ratpenat de sacs alars de Wagner (Cormura brevirostris) és una espècie de ratpenat que es troba al Brasil, Colòmbia, Costa Rica, la Guaiana Francesa, Guyana, Nicaragua, Panamà, el Perú, Surinam i Veneçuela. El seu hàbitat natural són els boscos humits subtropicals o tropicals de les terres baixes.

## Descripció
És un membre relativament petit de la seva família. Els adults solen fer uns 7 cm de llargada i pesen de 7 a 11 gr. Un pelatge suau i dens cobreix el cos i les parts internes de les ales, arribant fins a la meitat de l'húmer i del fèmur. El pelatge és de color marró-negre o marró vermellós, sent més fosc a la part superior i més pàl·lid a la part  inferior de l'animal. Les ales són negres i les  membranes s'estenen fins als turmells.
La cua es projecta des del centre de la membrana, entre les potes, però no s'estén més enllà, per la qual cosa no és visible en silueta. La cua fa1,5 cm de llargada, tot i que sols d'1 a 3 mm és visible per sobre de la membrana. Els mascles tenen sacs al centre de les membranes a les superfícies davanteres de les ales, que s'estenen des de la vora de la membrana gairebé fins al colze. Això el distingeix de tots els altres ratpenats amb ales de sac, en què el sac sol estar molt més a prop del cos.